# جنيفر بيري
جنيفر بيري (بالإنجليزية: Jennifer Berry)‏ هي متسابقة ملكة الجمال وعارضة أمريكية، ولدت في 18 يوليو 1983 في هيوستن في الولايات المتحدة.

## وصلات خارجية
- جنيفر بيري على موقع IMDb (الإنجليزية)
- جنيفر بيري على موقع قاعدة بيانات الفيلم (الإنجليزية)